# Alemão (treinador)
Cidimar Aparecido Ernegas (Curitiba, 1 de março de 1975), mais conhecido como Alemão, é um treinador e ex-futebolista brasileiro que atuava como meio-campo. Atualmente está sem clube.

## Títulos

### Como jogador
XV de Piracicaba
- Campeonato Brasileiro Série C: 1995